# فرنسيس مير
فرنسيس مير (بالفرنسية: Francis Mer)؛(ولد 25 مايو 1939) وزير ورجل أعمال وسياسي ورئيس تنفيذي فرنسي شغل سابقاً مَنصب رئيس مجلس إدارة شركة سافران. وكان وَزيرَ الاقتصاد والتِجارَة والصِناعَة في حكومة جاك شيراك في فترة ما بين 7 مايو 2002 و30 مارس 2004.

## روابط خارجية
- فرنسيس مير على موقع مونزينجر (الألمانية)